# 彭韶
彭韶（1430年10月9日—1495年2月5日），字鳳儀，福建興化府莆田縣人，明朝政治人物，天順丁丑進士，弘治時官至刑部尚書。

## 生平
彭韶為天順元年（1457年）丁丑科進士，授刑部主事，進員外郎。曾至鳴鶴場治鹽務，畫八幅圖，為鹽場、山場、草盪、淋鹵、煎鹽、微鹽、放鹽、追賠等。成化中，以上疏忤旨下獄，給事中毛弘等大力救助。歷官四川副使、廣東左布政使、應天巡撫、順天巡撫等。與何喬新称“何彭”。與陳白沙友好。孝宗時，官終刑部尚書，以志不能伸，引疾乞歸。卒諡惠安。

## 著作
著有《从吾滞稿》若干巻、《奏议》一巻、《名臣錄赞》三巻、《政训》一巻、《天曹目録》、《秋台録》、《北岳代行録》各若干巻、《续修莆阳志》十巻、《成都志》二十五卷。收《彭惠安集》。

## 紀念

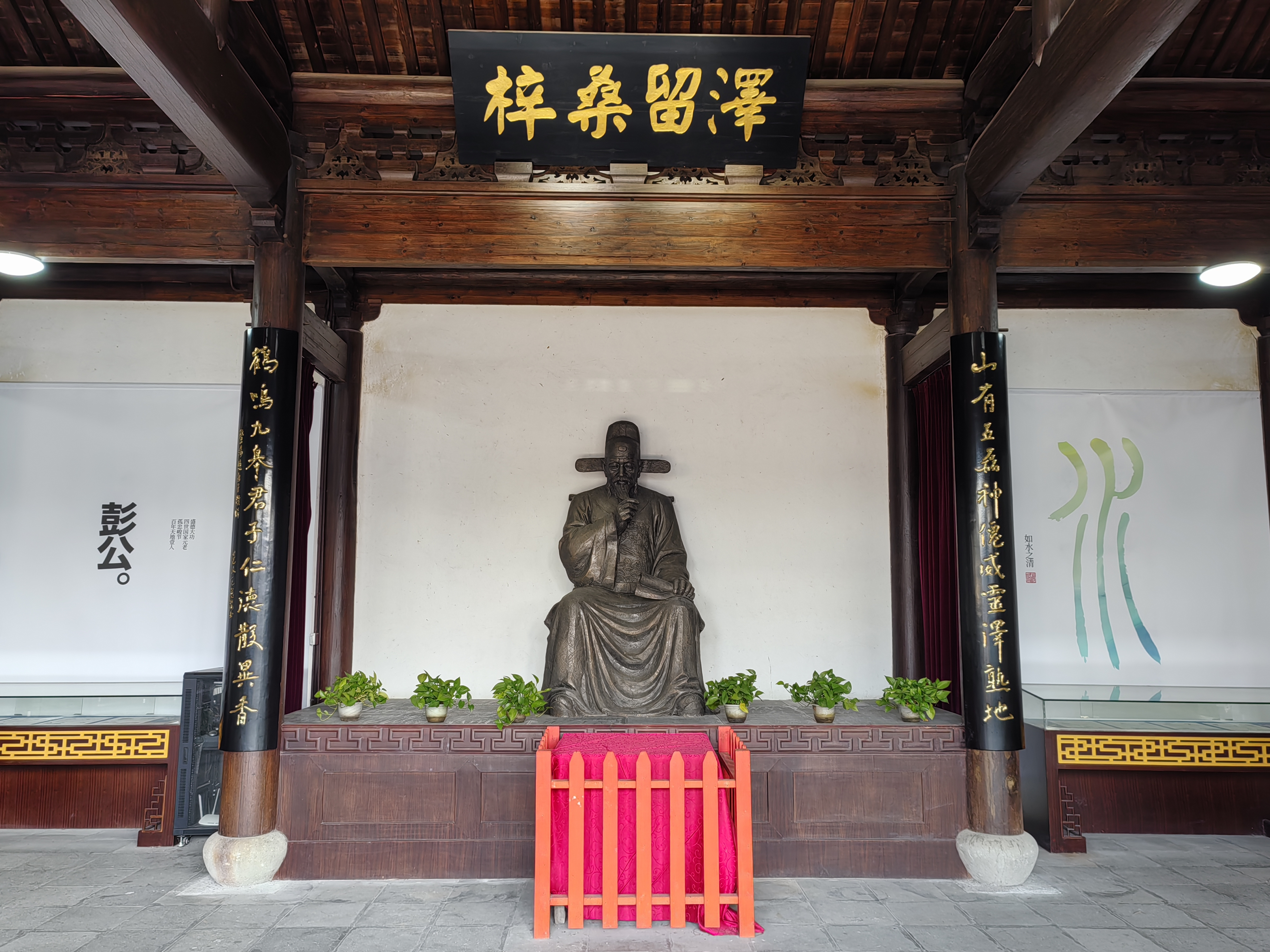
浙江省宁波市慈溪市观海卫镇鸣鹤古镇的彭公祠

嘉靖三十二年（1553年），鳴鶴場建有彭惠安公祠。